# Vršac
Vršac (en serbio cirílico: Вршац, húngaro: Versec, Versecz, alemán: Werschetz, rumano: Vârşeţ, turco: Virsac) es una ciudad y municipio situados en la Provincia Autónoma de Voivodina, en Serbia. En 2011 su población era de 35 701 habitantes, siendo 52 026 habitantes la del municipio. Vršac se encuentra en la región histórica del Banato, en el distrito de Banato del Sur.

## Etimología
El nombre de Vršac es de origen serbio; se deriva de la palabra eslava Vrh, que significa "cumbre".
En Serbia, la ciudad es conocida como Вршац o Vršac, en rumano como Vârşeţ, en húngaro, como Versec, en alemán como Werschetz, y en turco como Virsac.

## Historia

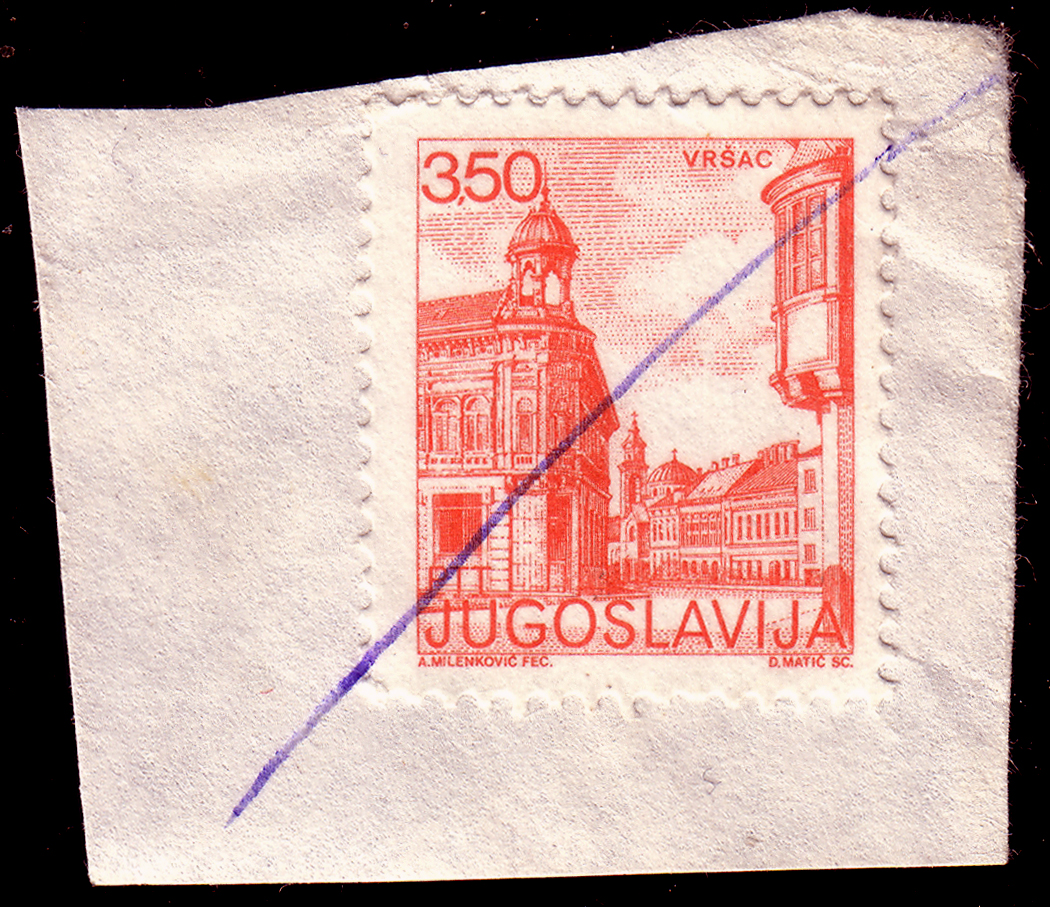
Vršac, en un sello de correos yugoslavo de 1981.

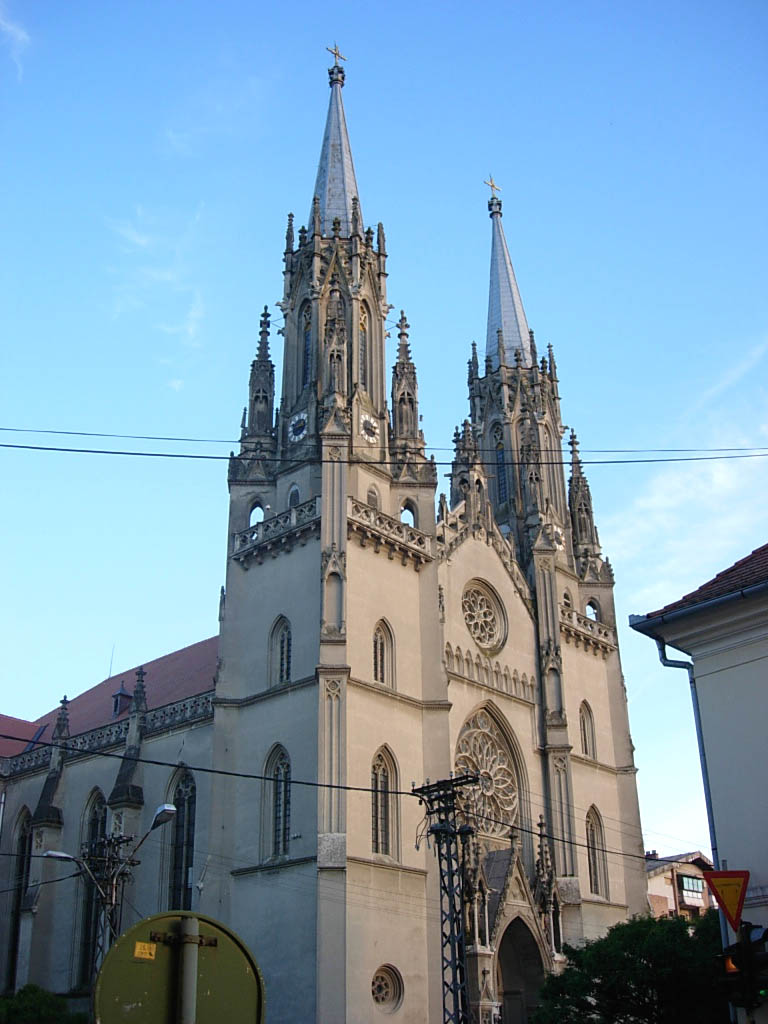
Catedral de San Gerardo, Obispo y Mártir de la Iglesia Católica.

Desde la antigüedad, la zona sobre la que se asienta Vršac ha sido poblada por celtas, dacios, romanos y sármatas, para ser habitada sobre el siglo VII por los eslavos y un siglo más tarde los húngaros.
El primer documento escrito sobre Vršac se remonta a principios del siglo XIV. Desde esa época, sobre la ciudad han gobernado indistintamente reyes serbios y húngaros. Aunque se mantuvo bajo el Reino de Hungría, llegó a ser conquistada por los turcos, que fueron expulsados en 1716. No obstante, la composición étnica de la ciudad varió sustancialmente, con la llegada masiva de serbios que huían de la represión turca en el sur. Tras el colapso otomano, y como parte del Banato (desde 1849 Voivodato de Serbia y Banato de Timişoara), se mantuvo bajo el Imperio austrohúngaro hasta la Primera Guerra Mundial (1914-1918), en que quedó integrada en el Reino de Yugoslavia dentro del banato serbio. Al final de la Segunda Guerra Mundial se produjo un éxodo de la población alemana, tras la derrota de la Alemania nazi y la llegada del comunismo. Ya como parte de la provincia serbia de Voivodina se ha mantenido hasta nuestros días.

## Economía
Vršac tiene una industria bastante desarrollada en comparación con la media del país. Está dedicada principalmente a productos farmacéuticos, alimentarios y textiles. La compañía farmacéutica más importante de Serbia, el Grupo Hemofarm, está establecida en la ciudad.
Vršac, situada en la fértil Llanura Panónica es también considerado uno de los centros agrícolas más importantes de la región de Banato del Sur, que es también la parte sur de la provincia de Vojvodina, ubicada en una zona de unas 54.000 h de tierra cultivable y muy fértil. Existe un importante porcentaje de población dedicado a actividades relacionadas con la agricultura.

## Demografía
Según el censo de 2002, el último realizado en Serbia, los 54.369 habitantes de Vršac estaban étnicamente repartidos así:
- Serbios = 39,418 (72.50%)
- Rumanos = 5,913 (10.87%)
- Húngaros = 2,619 (4.82%)
- Romaníes = 1,186 (2.18%)
- Yugoslavos = 1,019 (1.87%)
- Otros = 4,214 (7.76%)

## Pedanías

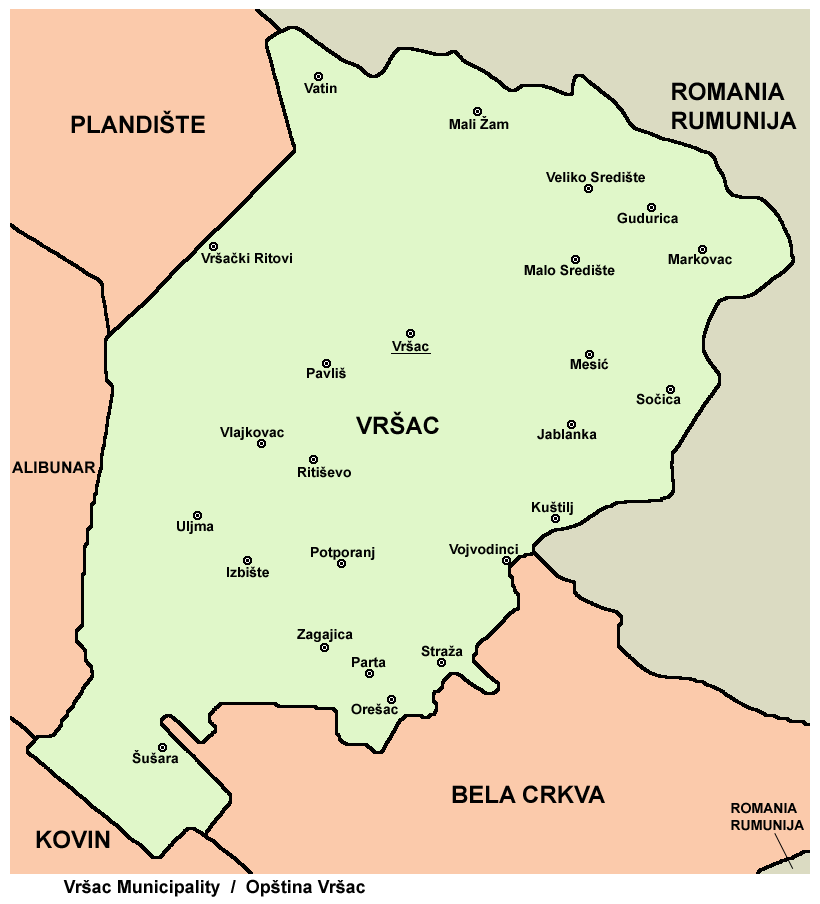
Mapa del territorio de Vršac

Además de la ciudad de Vršac, el territorio municipal incluye las siguientes pedanías (entre paréntesis el nombre en lengua local, en las localidades donde los serbios no son la mayoría étnica):
- Vatin
- Veliko Središte
- Vlajkovac
- Vojvodinci (rumano: Voivodinț)
- Vršački Ritovi
- Gudurica
- Zagajica
- Izbište
- Jablanka (rumano: Iabuca)
- Kuštilj (rumano: Coștei)
- Mali Žam (rumano: Jamu Mic)
- Malo Središte (rumano: Srediștea Mică)
- Markovac (rumano: Mărcovăț, Mărculești))
- Mesić (rumano: Mesici)
- Orešac (rumano: Oreșaț)
- Pavliš (rumano: Păuliș)
- Parta (rumano: Parța)
- Potporanj
- Ritiševo (rumano: Râtișor)
- Sočica (rumano: Sălcița)
- Straža (rumano: Straja)
- Uljma
- Šušara (húngaro: Fejértelep)

## Patrimonio

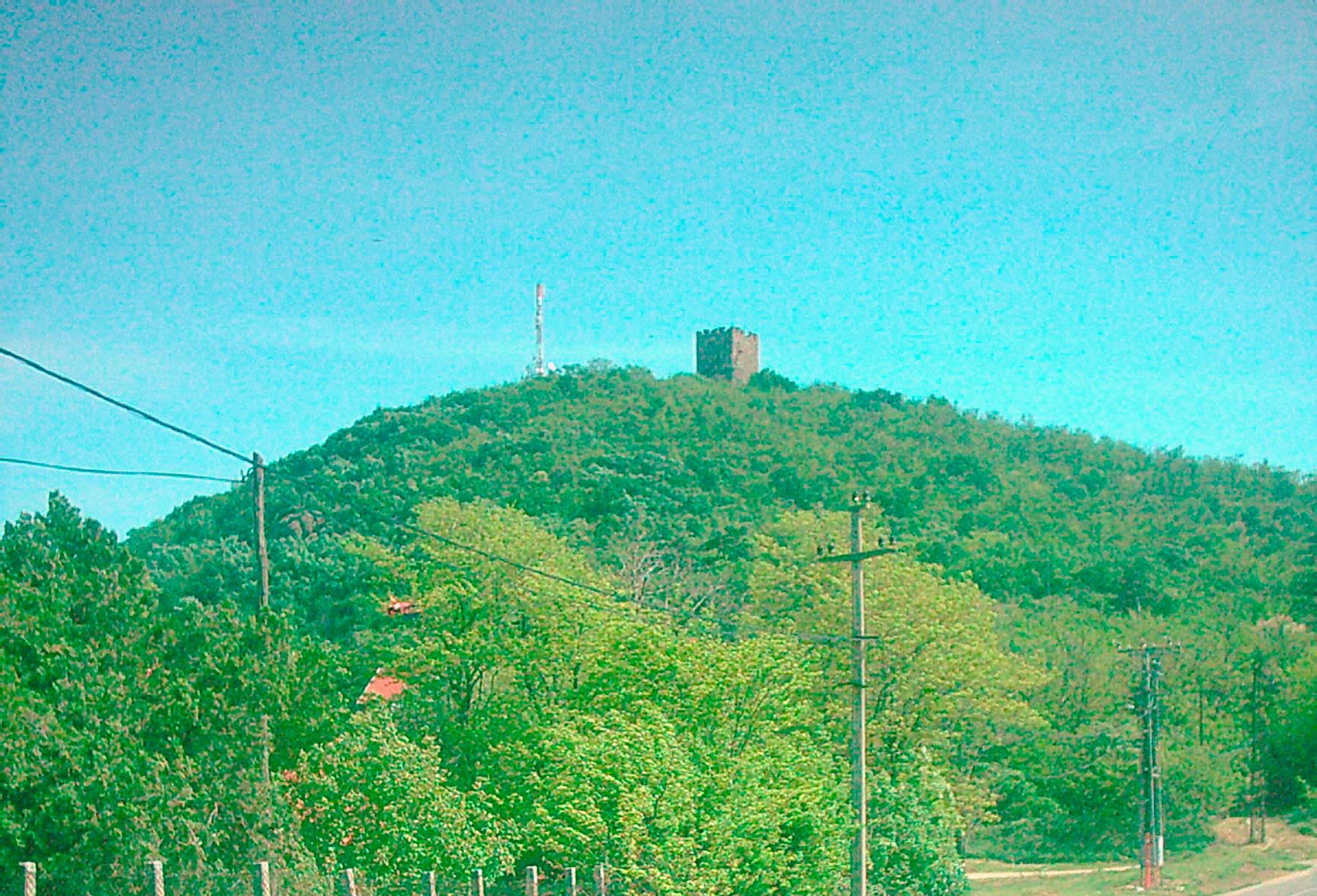
La torre de Vršac, que domina la ciudad desde lo alto de una colina.

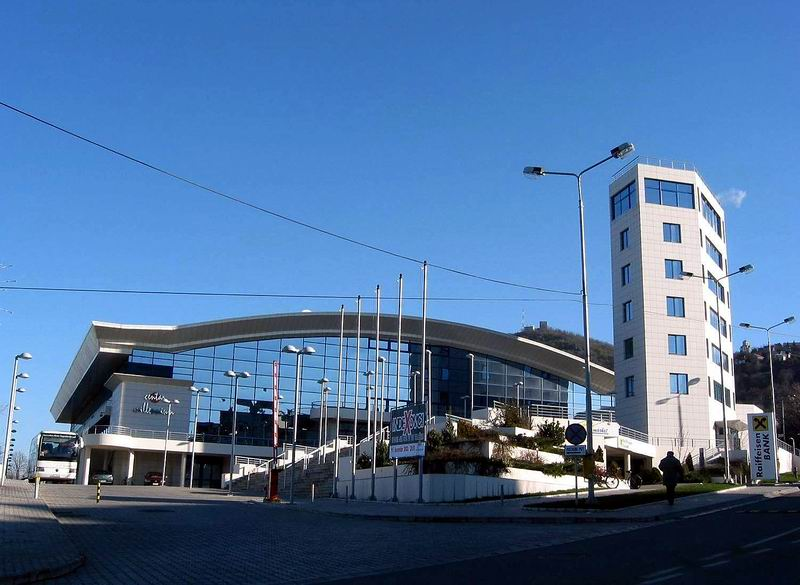
El Millennium Center, palacio de deportes de la ciudad.

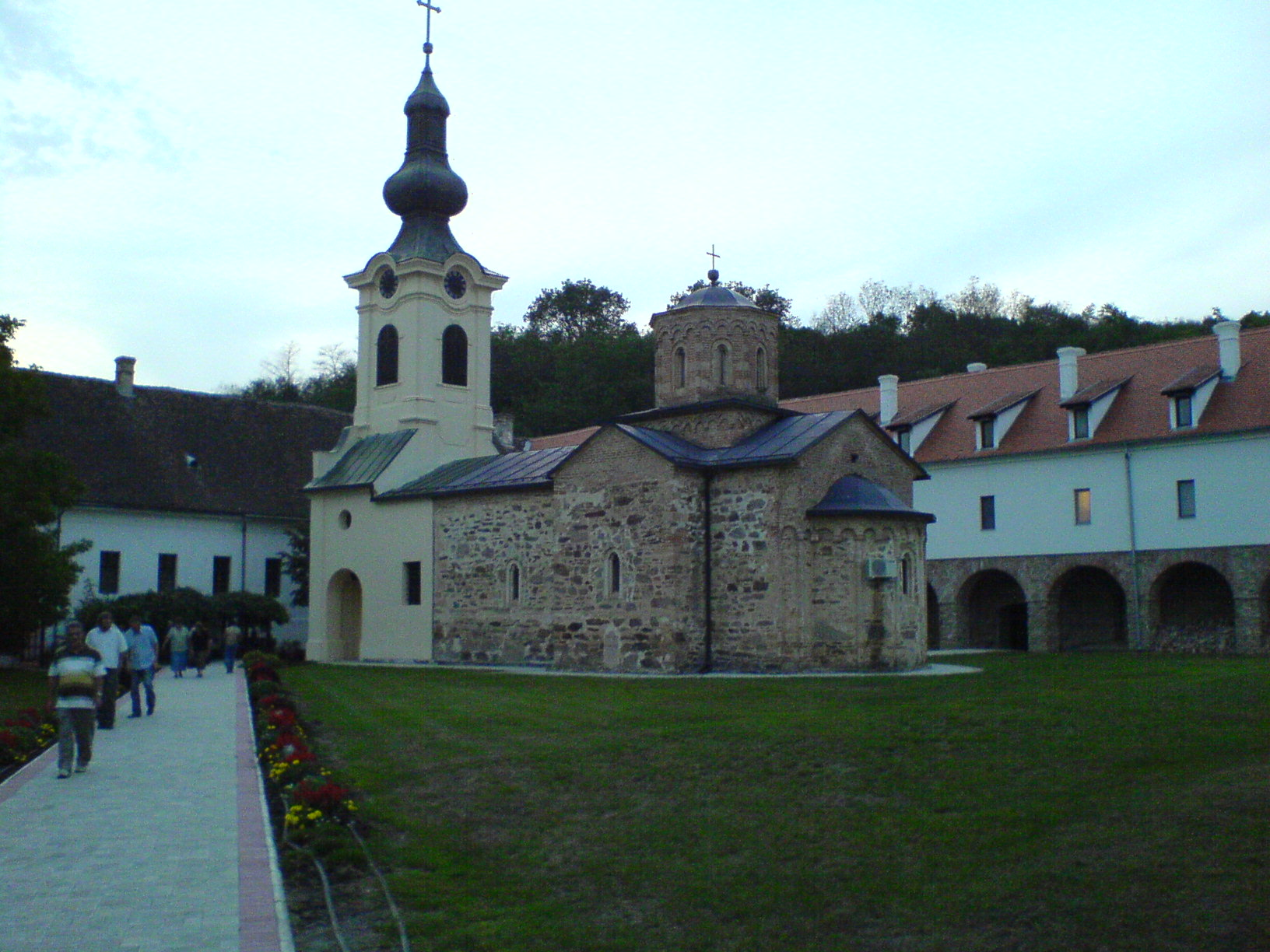
Monasterio de Mesić, del.

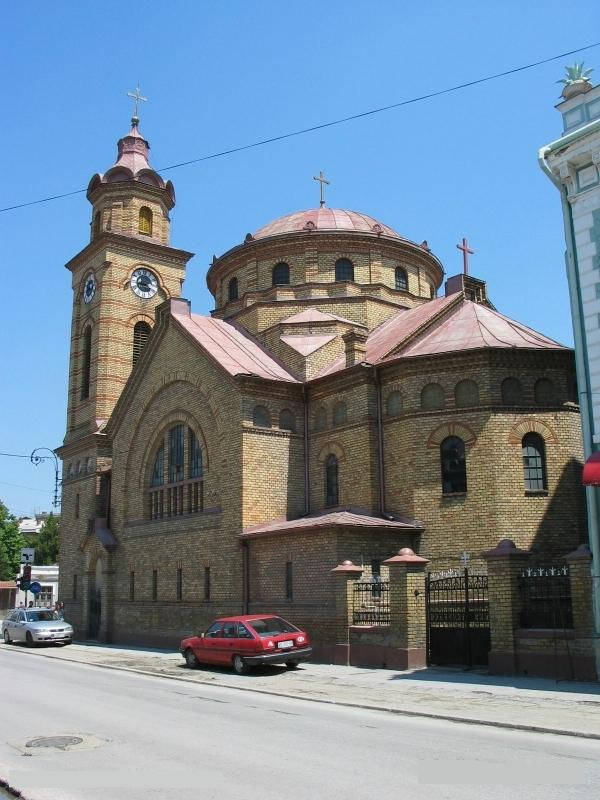
Iglesia de la Ascensión, catedral de la diócesis de Dacia Félix de la Iglesia ortodoxa rumana.

- Torre de Vršac: es el símbolo de la ciudad. La Vršačka kula data del siglo XV. Es el último vestigio de una antigua fortaleza medieval.
- Monasterios: existen dos monasterios ortodoxos en el municipio, el Monasterio de Mesić, del siglo XV, y el Monasterio de Središte, que es una construcción más moderna.
- Bodegas: el municipio de Vršac es una fértil región vinícola, donde se producen los vinos Tinto Vržole y Blanco Vržole, gracias a los cuales se ha desarrollado un incipiente turismo vinícola.[7]

## Transportes
Vršac, situada a 84 km de Belgrado, es lugar de paso de la Ruta europea E70, que une la capital serbia con Timisoara y el sur de Rumanía (la frontera se encuentra a sólo 12 km), y también de la línea de ferrocarril que une estas dos ciudades.
La ciudad también es sede del Aeropuerto Internacional de Vršac, uno de los cuatro aeródromos internacionales del país, y que también es sede de la Academia de vuelo Jat Airways, uno de los más reconocidos centros de formación de pilotos de Europa. La compañía de bandera nacional, Jat Airways, opera desde Vršac vuelos a 28 ciudades de toda Europa.

## Deportes
La ciudad de Vršac es sede de uno de los equipos de baloncesto punteros de la liga serbia, la Naša Sinalko Liga, el KK Hemofarm, que juega sus encuentros como local en el Millennium Center, inaugurado en 2002 y que también fue una de las sedes del Eurobasket 2005. También albergará encuentros del Campeonato Europeo de Balonmano Masculino de 2012, a celebrar en Serbia.

## Ciudades hermanadas
- Lugoj, Rumanía
- Banská Bystrica, Eslovaquia

## Personalidades
- Nikola Nešković (1739-1775), pintor serbio.
- József Dietrich (1852-1884), geógrafo húngaro.
- Paja Jovanović (1859-1957), célebre pintor serbio.
- Ferenc Herczeg (1863-1954), escritor húngaro.
- József Wodetzky (1872-1956), astrónomo húngaro de ascendencia polaca.
- Döme Sztójay (1883-1946), primer ministro y diplomático húngaro.
- Boris Kostić (1887-1963), Gran Maestro Internacional de ajedrez yugoslavo.
- Dragiša Brašovan (1887-1965), célebre arquitecto serbio.
- Vasko Popa (1922-1991), poeta serbio de origen rumano.